# Tour de l'Algarve 2008
Le 34e Tour de l'Algarve a eu lieu du 20 février au 24 février 2008 sur 5 étapes et a été remportée par le Belge Stijn Devolder.

## Généralités
Cette course de début de saison s'est déroulée dans le Sud du Portugal. En 2007, la victoire finale était revenue à Alessandro Petacchi, qui n'est pas présent. 

## Les étapes
| Étape     | Villes étapes                      | km    | Vainqueur d'étape | Leader du classement général |
| 1re étape | Albufeira - Faro                   | 164,6 | Robert Förster    | Robert Förster               |
| 2e étape  | Lagoa - Lagos                      | 189,5 | Tomas Vaitkus     | Robert Förster               |
| 3e étape  | Vila Real de Santo António - Loulé | 207,7 | Robert Förster    | Robert Förster               |
| 4e étape  | Castro Marim – Tavira (CLM)        | 34,0  | Stijn Devolder    | Stijn Devolder               |
| 5e étape  | Vila do Bispo - Portimão           | 193,5 | Bernhard Eisel    | Stijn Devolder               |

## Classement général final
|    | Coureur          | Équipe                | Temps            |
| -- | ---------------- | --------------------- | ---------------- |
| 1  | Stijn Devolder   | Quick Step-Innergetic | 19 h 42 min 59 s |
| 2  | Sylvain Chavanel | Cofidis               | + 22 s           |
| 3  | Tomas Vaitkus    | Astana                | + 32 s           |
| 4  | Héctor Guerra    | Liberty Seguros       | + 33 s           |
| 5  | Martín Garrido   | Palmeiras Resort-Tav  | + 1 min 03 s     |
| 6  | Jürgen Roelandts | Rabobank              | + 1 min 05 s     |
| 7  | Pedro Romero     | La Mss                | + 1 min 06 s     |
| 8  | Andreas Klöden   | Astana                | + 1 min 07 s     |
| 9  | Rubén Plaza      | Benfica               | + 1 min 13 s     |
| 10 | Markus Fothen    | Gerolsteiner          | + 1 min 18 s     |

## Classements annexes

### Classement par points
| 1er | Robert Förster 70 pts |
| 2e  | Tomas Vaitkus 45 pts  |
| 3e  | Bernhard Eisel 33 pts |

### Classement du meilleur grimpeur
| 1er | Krassimir Vasilev 26 pts |
| 2e  | Antonio Cosme 19 pts     |
| 3e  | Celestino Pinho 11 pts   |

### Classement de la meilleure équipe
| 1er | Astana 9 h 12 min 54 s      |
| 2e  | Palmeiras Resort-Tav + 18 s |
| 3e  | Cofidis + 1 min 03 s        |